# Penonomé

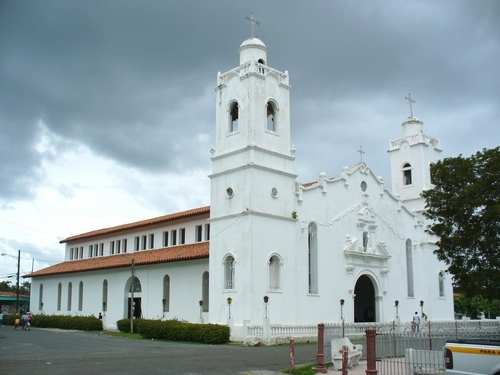
Igreja de Penonomé.

Penonomé é uma cidade do Panamá, capital da província de Coclé. A cidade fica localizada às margens da Rodovia Pan-americana. Foi fundada em 1581, e tem hoje aproximadamente 27.150 habitantes.